# 부흘레다르 전투
부흘레다르 전투에 관한 내용이다.

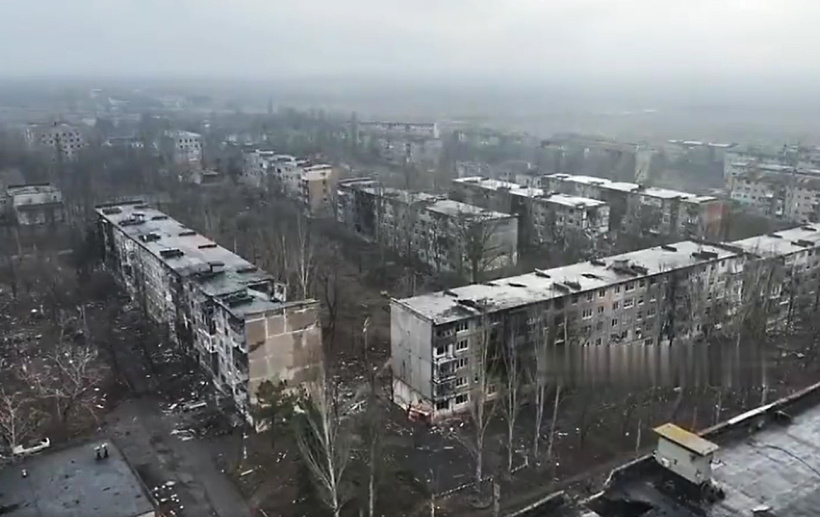
전투와 포격으로 인한 부흘레다르의 파괴 (2024년 9월)

러시아가 우크라이나를 침공하는 동안 서부 도네츠크주 부흘레다르 마을과 그 주변에서 일련의 군사 교전이 벌어졌다. 우크라이나 사령관들은 이번 충돌을 현재까지 러시아-우크라이나 전쟁 중 "최대의 전차 전투"라고 묘사했다.
도시를 점령하려는 러시아의 첫 번째 주요 노력은 전년도 부흘레다르 주변 지역을 통한 진격에 이어 2023년 첫 달에 이루어졌다. 도시 안팎에서의 이 공격은 대규모 손실과 함께 실패로 끝났고 공격을 주도한 루스탐 무라도프 사령관이 해임되었다. 마찬가지로 도시 근처로 진출하려는 소규모 시도가 2023년과 2024년 중반에 걸쳐 성공적으로 이루어지지 않았다.
2024년 8월 말, 부흘레다르를 점령하기 위한 새로운 대규모 노력이 시작되었다. 도시의 남쪽, 서쪽, 동쪽 측면에서 동시 진격의 지원을 받아 러시아군은 9월 말까지 부흘레다르를 거의 포위하고 도시 자체를 습격했다. 10월 1일, 부흘레다르가 점령되었다. 즉, 결과적으로는 러시아가 승리했다.

## 같이 보기
- 마린카 전투 (2022~2023년)
- 러시아의 우크라이나 침공의 무력 충돌 목록
- 아우디이우카 전투 (2022년~2024년)